# Brak pamięci

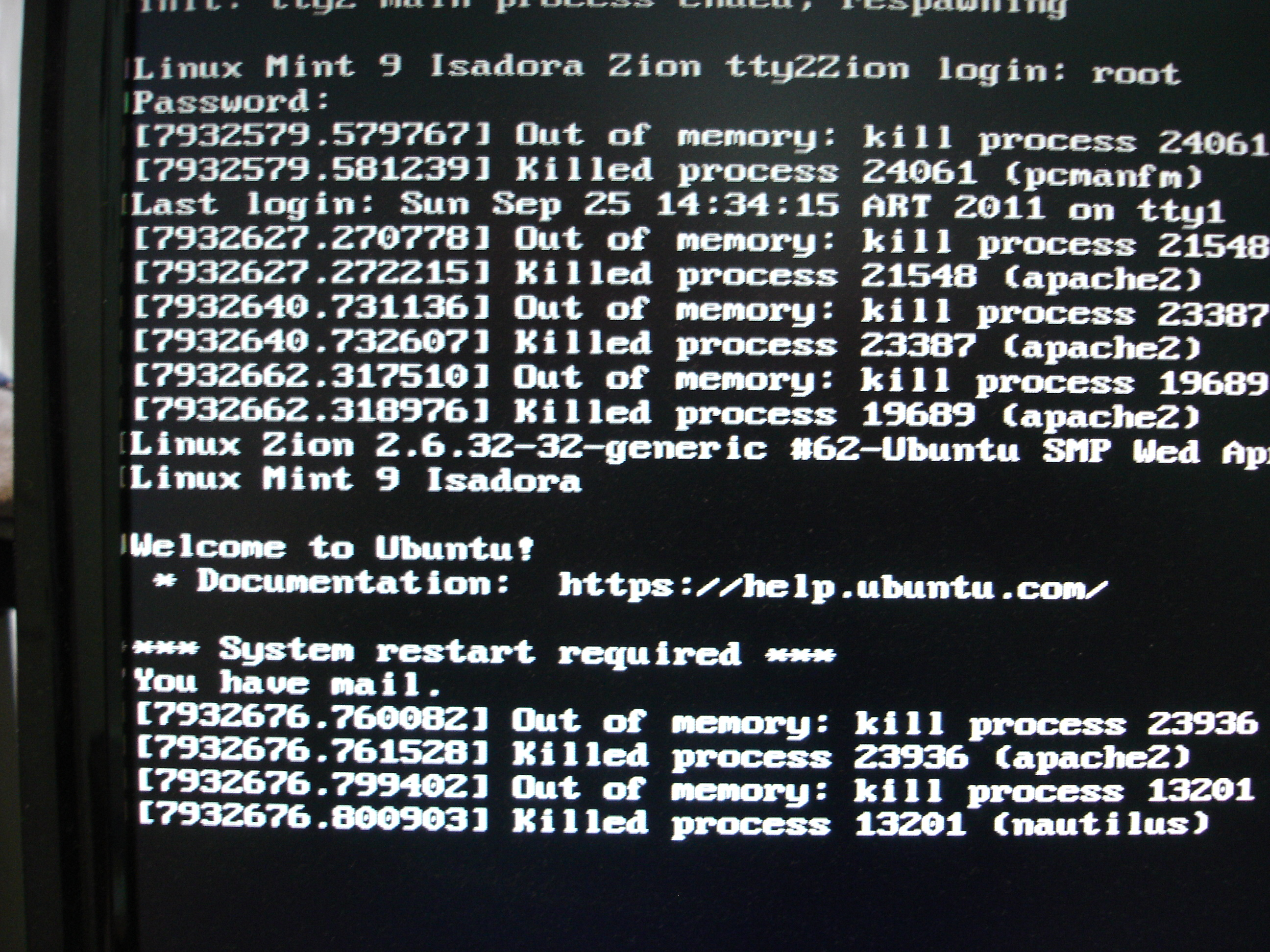
Brak pamięci (Linux 2.6.32)

Out Of Memory (OOM) – patologiczny stan komputera, kiedy cała pamięć  wirtualna została przydzielona. 
System operacyjny (dobrym przykładem jest Linux) próbuje odzyskać pamięć i wyjść ze stanu Out Of Memory, wywołując niskopriorytetowy proces, mechanizm zwany potocznie OOM Killer.